# Astrario di Giovanni Dondi

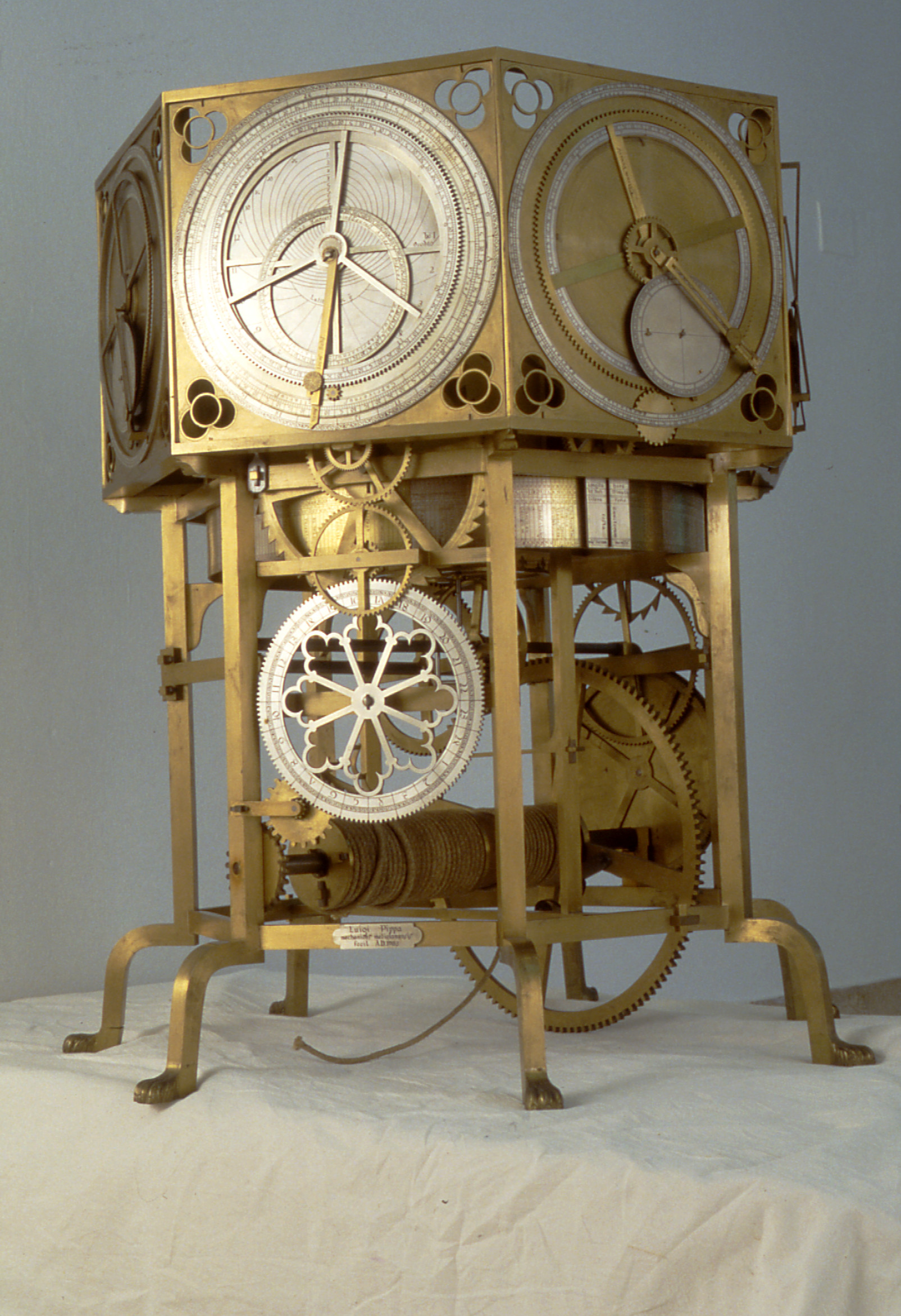
Astrario di Giovanni Dondi: ricostruzione di Luigi Pippa esposta presso il Museo nazionale della scienza e della tecnologia Leonardo da Vinci, Milano.

L'astrario di Giovanni Dondi è un orologio astronomico che mostra l'ora, il calendario annuale, il movimento dei pianeti conosciuti all'epoca della sua costruzione, del Sole e della Luna. Si tratta di un orologio planetario, considerato ancora oggi un capolavoro dell'epoca medievale progettato e costruito da Giovanni Dondi dell'Orologio, uomo di scienza e umanista che ha insegnato medicina, filosofia, matematica e astronomia nelle università di Padova e Pavia.
Come dice lo stesso autore, l'astrario era inteso come: "un'opera dove potessero essere visti dall'occhio tutti i movimenti secondo la longitudine che gli astronomi assegnano ai pianeti, con i loro cerchi e le loro periodicità, dove possano essere indicate quelle numerose particolarità che i saggi insegnano e che l'esperienza mostra, dove si possa anche avere, ad ogni istante, senza alcun calcolo fastidioso, le posizioni di tutti i pianeti, i loro argomenti veri e medi, i loro centri medi, le loro auge e le altre coordinate, come se si fosse operato con le tavole, per quel medesimo istante, e tutto questo con una differenza infinitesima o, se ce n'è una, pressoché trascurabile."

## Storia
L'orologio originale fu costruito nella seconda metà del Trecento, presumibilmente tra il 1365 e il 1384, secondo la datazione più accreditata basata sui riferimenti astronomici riportati dal Dondi per la costruzione del suo complesso meccanismo. Era conservato nel castello di Pavia, nella Biblioteca Visconteo-Sforzesca e ancora si trovava li nel 1499. Le ultime notizie relative all'oggetto risalgono al 1529 quando viene citato in occasione dell'arrivo in Italia di Carlo V, re di Spagna e Imperatore del Sacro Romano Impero. Riportato ormai come in cattivo stato di conservazione e necessitante di manutenzione, andò presumibilmente distrutto negli anni successivi. Ne sono state realizzate delle ricostruzioni a partire dal 1960.

## Descrizione tecnica

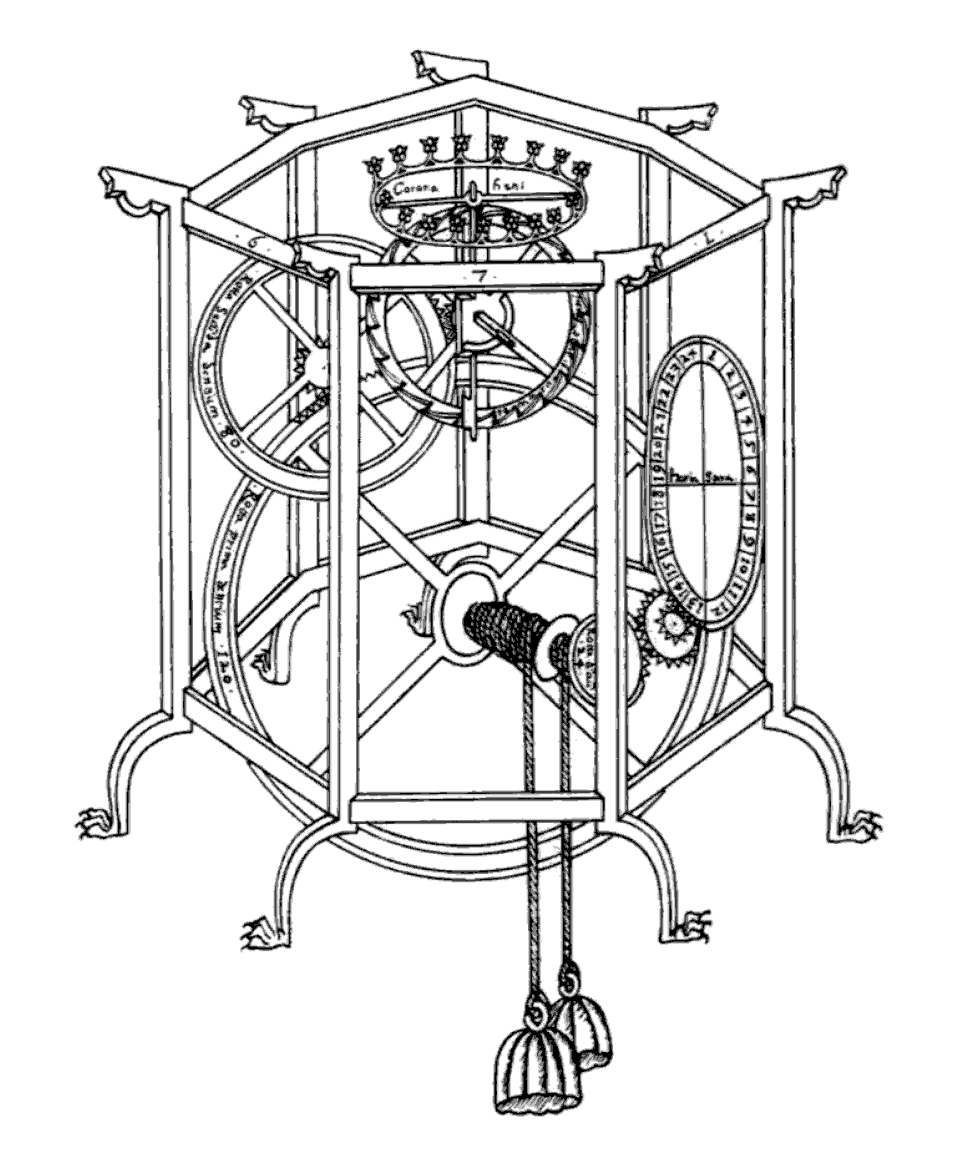
Disegno della sezione inferiore dell'astrario di Giovanni Dondi (dal Tractatus Astrarii, 1364).

L'astrario è costituito da un insieme di meccanismi che consentono la rappresentazione su diversi quadranti del moto dei principali corpi celesti. Ha una forma eptagonale e si divide in una parte bassa (castello inferiore) e una parte alta (castello superiore).
La parte bassa contiene l'orologio che muove tutti gli ingranaggi e che regola l'avanzamento di tutti i quadranti. L'orologio è regolato da un bilanciere con scappamento a verga azionato da un motore a pesi con un sistema di contrappeso denominato "volgi e svolgi". Il bilanciere compie un battito ogni due secondi. Questo dato si deduce dagli ingranaggi dell'orologio. Esso è composto infatti di tre ruote: ruota maestra di 120 denti, seconda ruota di 80 denti con pignone di 12 ali, ruota scappamento di 27 denti con pignone di 10 ali. Coassiale e fissata alla ruota maestra, vi è una ruota di 24 denti che ingrana in una ruota di 20 denti, il cui pignone di 12 ali fornisce il moto alla sfera oraria di 144 denti. Il quadrante, la cosiddetta "Sfera Oraria", mostra le ore secondo una suddivisione in 24, di conseguenza la ruota deve compiere un giro completo in un giorno. La ruota maestra è sua volta collegata con diversi ingranaggi ai quadranti posti nella parte superiore della struttura.
Nella parte superiore dell'astrario i sette quadranti rappresentano i movimenti dei pianeti allora conosciuti (Marte, Mercurio, Venere, Giove, Saturno), del "Primo Mobile", che descrive il moto delle stelle fisse, e della Luna. Sotto quest'ultimo si trova un ulteriore quadrante che riporta la posizione del nostro satellite rispetto a quella del Sole e permette di calcolare le date delle eclissi (la cosiddetta "Linea dei nodi"). La lettura della posizione dei pianeti avviene rispetto ad una doppia scala graduata: scala dei mesi (mobile) e scala dello zodiaco (fissa); la scala dei mesi mobile può essere aggiustata rispetto al disco più interno per aggiustare la data indicata rispetto a quella siderale.
Al centro della struttura una grande ruota svolge la funzione di calendario riportando, sul bordo esterno, i giorni di ciascun mese dell'anno. Per ogni giorno sono indicati l'ora dell'alba e del tramonto (alla latitudine di Padova), la "lettera domenicale" che determina la successione dei giorni della settimana e il nome dei santi e la data delle feste fisse della Chiesa. La lettura del giorno si effettua attraverso un'apposita feritoia laterale.

## Descrizione astronomica
I quadranti dei pianeti, della Luna e del "Primo Mobile" realizzano meccanicamente i principi dell'astronomia tolemaica, che supponeva la Terra immobile, al centro dell'Universo. La teoria originale, dovuta ad Eudosso (408 a.C. - 355 a.C.), vede la Terra circondata da sfere concentriche che contengono ciascuna un pianeta. L'ultima sfera, quella più esterna, il "Primo Mobile" era quella che riceveva il movimento per volontà divina e lo trasmetteva a sua volta a tutte le altre sfere. Lo schema originale fu successivamente perfezionato, per arrivare a spiegare le anomalie dei movimenti dei Pianeti (i cosiddetti "moti retrogradi"), fino ad arrivare alla teoria elaborata da Tolomeo (100 ca. - 175 ca.) in cui il moto degli astri è realizzato utilizzando un sistema di epicicli - la circonferenza su cui si spostano i pianeti - il cui centro si muove a sua volta lungo una circonferenza più grande, il deferente, fissa intorno alla Terra.

## IlTractatus Astrarii

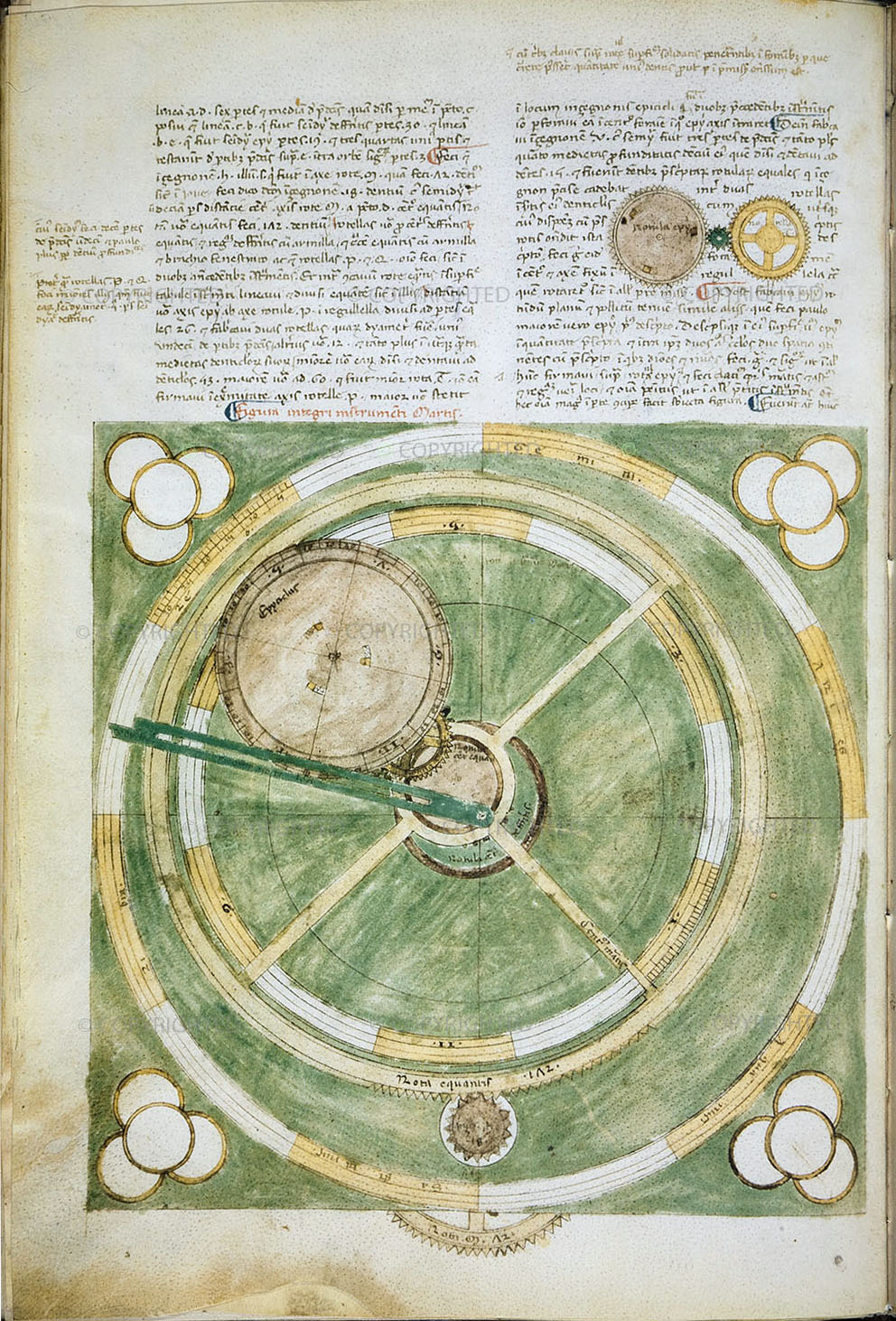
Tractatus astrarii; pagina che descrive il quadrante di Venere; Padova, Biblioteca Capitolare, Ms. D.39: 12v

La ricostruzione dell'Astrario di Giovanni Dondi è stata possibile grazie all'opera scritta da Giovanni Dondi Tractatus Astrarii che descrive il progetto e ne descrive la realizzazione in una serie di manoscritti che, come l'orologio planetario prendono il nome di Tractatus Astrarii.
Il trattato si propone come una delle prime opere di carattere tecnico e scientifico. La prima versione è conservato nella Biblioteca Capitolare di Padova. Del trattato del Dondi sono rimaste altre copie redatte in periodi successivi e nelle quali lo stesso autore introduce modifiche alla sua creazione. Ne sono un esempio quelle riportate nel manoscritto di Venezia (COD.85, C. Lat. VIII, 17, Biblioteca Nazionale Marciana, Venezia): appaiono le Feste Mobili e un peso ausiliario per miglior funzionamento della ruota annuale del calendario religioso perpetuo, vi si precisano l'ora del sorgere e del tramontare del sole, nonché le ore temporali e i Nodi anche per la previsione delle eclissi.

## Ricostruzione

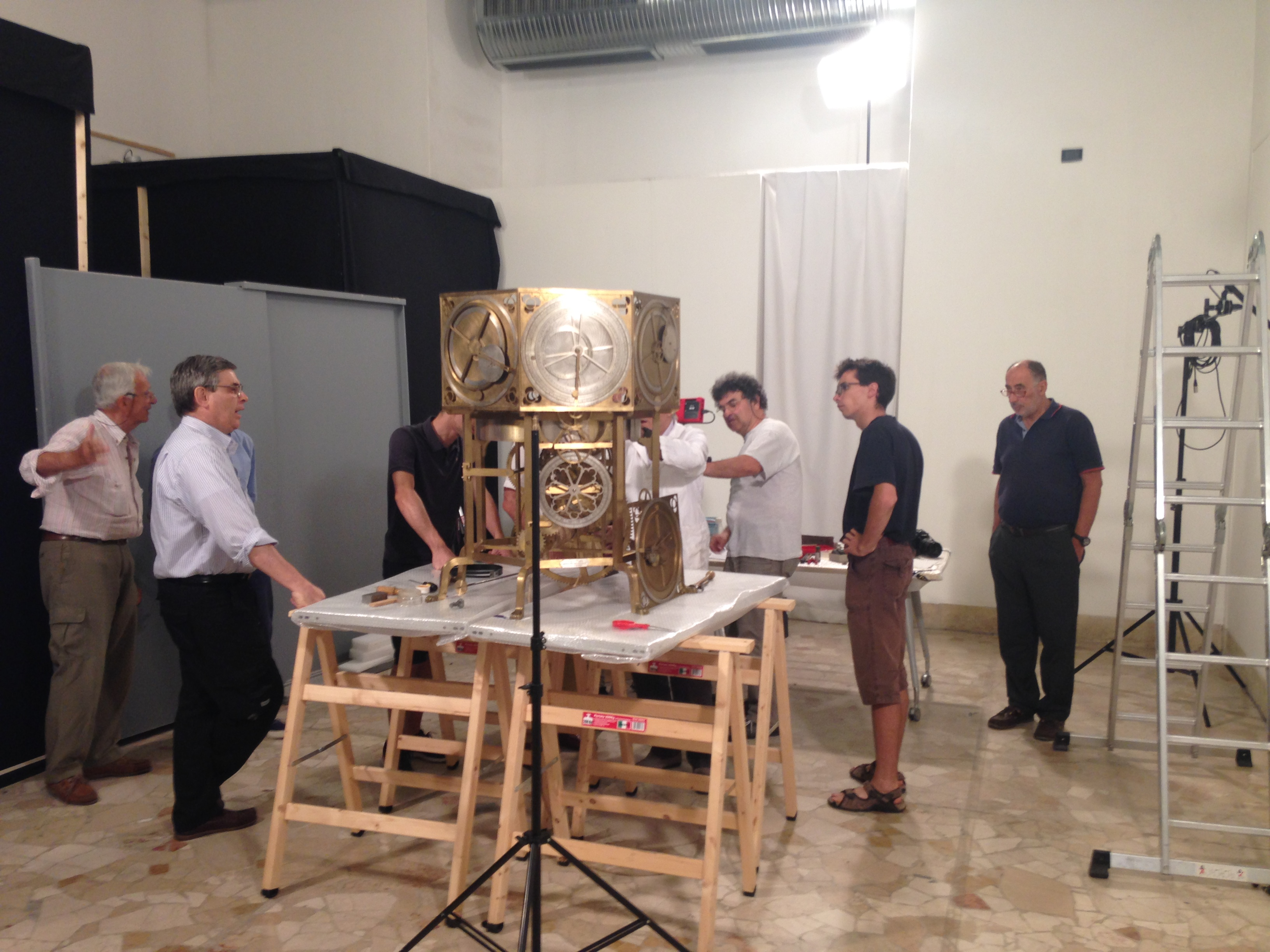
Restauro del modello al Museo nazionale della scienza e della tecnologia Leonardo da Vinci, 2016.

Una prima copia, realizzata da Thwaites&Reed Ltd. di Clerkenwell (Londra), a partire dagli studi di H. Alan Lloyd, fu esposta nel 1960 presso lo Science Museum di Londra, attirando l'attenzione, fin dai primi studi pubblicati dal Loyd, di alcuni esperti italiani che avevano segnalato l'oggetto al Museo nazionale della scienza e della tecnologia di Milano per il quale venne eseguita una seconda ricostruzione, la prima in Italia.
La ricostruzione del Museo della scienza di Milano è stata eseguita tra il 1961 e il 1963 da Luigi Pippa, orologiaio milanese e realizzata grazie al contributo di Innocente Binda. Il progetto di ricostruzione parte nel 1961 come ci dice lo stesso autore Luigi Pippa orologiaio di Milano:
Sempre l'autore racconta che "l'esecuzione materiale dell'Astrario ebbe termine nel marzo del 1963, dopo venti mesi di intenso lavoro, durante i quali affrontai ardui problemi che sconfinavano dalla mie normali conoscenze e fui ostacolato dalle mie modeste attrezzature di laboratorio ma si trattò di difficoltà che riuscii a superare, sia pure con molta fatica."
La ricostruzione dell'Astrario di Giovanni Dondi realizzata da Luigi Pippa "mechanicus mediolanensis" (come riportato su una targhetta apposta sul castello inferiore) e terminata nel 1963 "fecit A.D. 1963" è conservata nella sezione di Orologeria del Museo Nazionale della Scienza e della Tecnologia di Milano.
Alla ricostruzione del Museo seguirono in anni successivi e sempre ad opera di Luigi Pippa, una seconda, del 1978 - conservata all'Università degli studi di Padova - e una terza versione realizzata, nel 1985, per il Museo internazionale dell'orologeria di La Chaux-des-Fonds (Svizzera).